# سالافات فيداي
فيداي سالافات (بالروسية: Салават Фидаи)‏ هُو نَحات روسي يَقوم بِنحت تَماثِيل مُصغرة عَلى رُؤوس أَقلام الرصاص، يَعيش حَاليا فِي مَدينة أوفا الروسية. عَمِل فِيداي كَمحامٍ فِي مكتب للمحاماة لِما يزِيد عَن 25 سنَة، لَكنه خَسِرَ وَظِيفَتَهُ بَعدَ الأَزْمَةِ الاقتصادية في رُوسيَا، ليبدأ بعد ذلك العمل كفنان.
بَدأ برسم بورتريه مُصغر لفان جوخ على عُلبة ثقاب.ثم انتقل بعدها لرسم لوحات أخرى على بذور اليقطين، بذور عباد الشمس، والأرز.
سنة 2015 بدأ بتجريب الجرافيت وَ نَحت التماثيل الصغيرة، والديه الفنانين المُحْتَرِفَين وَ أساتذة الفُنون في مدرسة الفَن علموه كل ما هو في حَاجَةٍ إِلى تَعلمِه، ونَحَت أول منحُوتاته عَلى الطباشير. لِإنهاء تمثَالٍ مُتوسط يَحتَاج فيداي مَا بين ست واثنتا عشرة ساعة، في حين تأخذ نماذج معقدة من يومين إلى ثلاثة أيام، ويستخدم لنحت هذه التماثيل سكينا وعدسة مكبرة وأحيانا مجهرا لنحت التفاصيل الدقيقة. 
في الثالث من أكتوبر 2016،أقام سلافات معرضا في محطة كينغز كروس بلندن، عرض فيه تماثيل مصغرة لأشهر القطارات البريطانية وقام بنحتها على رؤوس الأقلام الملونة. وما بين 22 من أبريل و4 من يونيو 2017 سيقيم فيداي معرضا في مركز التسوق سكوت سكوير بسنغافورة، وسيعرض فيه 16 تمثالا مصغرا مقتبس من المسلسل الشهير صراع العروش.